# Путоева
Путоева — деревня в Кудымкарском районе Пермского края. Входила в состав Верх-Иньвенского сельского поселения. Располагается западнее от города Кудымкара. Расстояние до районного центра составляет 49 км. По данным Всероссийской переписи населения 2010 года, в деревне проживало 11 человек (6 мужчин и 5 женщин).

## История
По данным на 1 июля 1963 года, в деревне проживало 98 человек. Населённый пункт входил в состав Самковского сельсовета.